# Route nationale 21 (Algérie)
Pour les articles homonymes, voir Route nationale 21.
La Route nationale 21 (RN21 ou N21) est une route nationale algérienne reliant El Hadjar dans la wilaya d'Annaba à Guelma dans la wilaya éponyme.